# Joseph Billings
Joseph Billings (Yarmouth (presumibilmente), 1758 circa – Mosca, 1806) è stato un navigatore ed esploratore inglese.
Negli anni dal 1776 al 1780 Billings accompagnò James Cook nel suo terzo viaggio di scoperte nell'Oceano Pacifico. Grazie a queste esperienze ottenne dalla zarina russa Caterina II il comando di una spedizione per l'esplorazione geografica e scientifica del Nord Pacifico. Insieme a Gavriil Andreevič Saryčev Billings, nel corso di un viaggio per mare di nove anni tra il 1785 e il 1794, esplorò e mappò la Penisola dei Ciukci, lo Stretto di Bering, la catena delle Isole Aleutine nonché la costa dell'Alaska.
Dopo il suo ritorno passò su sua richiesta alla flotta del Mar Nero e condusse tra il 1797 e il 1798 studi idrografici sulla linea costiera del Mar Nero. Al termine, sulla base dei dati da lui nel frattempo raccolti, pubblicò un atlante assai apprezzato dai suoi contemporanei dal titolo Maps and views of the Black Sea area belonging to the Russian empire ("Mappe e vedute dell'area del Mar Nero appartenente all'Impero russo") (1799).

## Vita

### Origini e anni di servizio nella marina britannica
Joseph Billings nacque nel 1758, presumibilmente figlio del pescatore Joseph Billings, a Yarmouth. Dopo sette anni di servizio nella flotta carbonifera britannica e una successiva formazione come orologiaio nell'aprile 1776 si imbarcò sotto il capitano Charles Clerke come aiuto nostromo sulla Discovery e prese parte al terzo e ultimo viaggio di scoperte di James Cook nell'Oceano Pacifico. Dopo la morte di Clerke davanti alla costa della Kamčatka, nel settembre 1779 Billings passò sulla Resolution e nel 1780 ritornò in Inghilterra.
Dopo ulteriori anni di servizio sulla Conquestador e sulla Crocodile nel luglio 1782 Billings passò come Master's Mate (approssimativamente paragonabile al grado di nostromo) sulla Resistance sotto il capitano James King. In questo periodo accompagnò frequentemente King nelle sue visite da Joseph Banks, il Presidente della Royal Society di Londra.
Nel dicembre 1782 Billings fu incarcerato per debiti, ma nel gennaio 1783 ritornò libero per intercessione di Joseph Banks. Un comando pianificato su un East Indiaman per la Kamčatka non si realizzò.

### Al servizio della Russia

#### La spedizione Billings-Saryčev nel Nord Pacifico

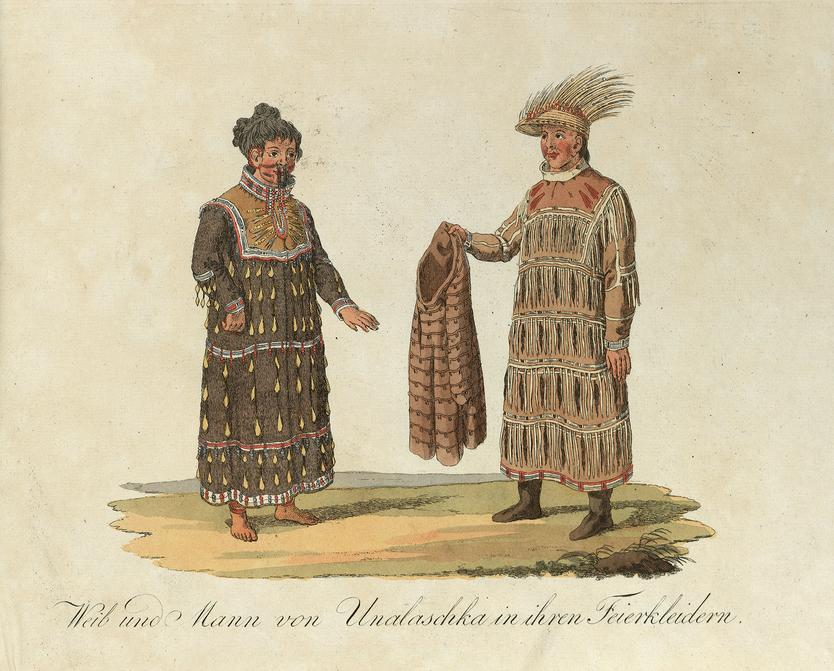
Dalle Aleutine Billings e Saryčev portarono numerosi oggetti etnografici nonché descrizioni e raffigurazioni della popolazione indigena. Qui: Donna e uomo dell'Isola di Unalaska nei loro abiti da cerimonia, dal volume di tavole della descrizione di viaggio di Saryčev.

Nell'ottobre 1783 assunse il grado di aspirante guardiamarina nella Marina imperiale russa e nel gennaio 1784 fu promosso guardiamarina. Quando su ordine della zarina russa Caterina II fu pianificata una spedizione nel Nord Pacifico, Billings a causa delle sue esperienze sotto James Cook apparve come il candidato ideale per questa impresa e ottenne con il grado di capitano luogotenente il comando su una delle due navi della spedizione.
Attraverso un'esplorazione geografica della zona nord-pacifica e dei confini orientali del suo impero Caterina II sperava di rafforzare l'influenza russa nella regione. Come prima più grande spedizione nella regione dal viaggio di scoperta di Vitus Bering nell'ambito della seconda spedizione in Kamčatka incominciata quasi cinquant'anni prima, l'impresa rivestiva una grande importanza.
I più importanti risultati della spedizione furono la mappatura della linea costiera tra il fiume Kolyma che sfocia nel Mare della Siberia orientale e lo Stretto di Bering, la mappatura e l'esplorazione della Penisola dei Ciukci e la determinazione dell'esatta posizione delle Aleutine e delle altre isole tra la Kamčatka e la costa dell'America. Le istruzioni per Billings furono scritte dal naturalista e geografo tedesco Peter Simon Pallas, che era già stato coinvolto in spedizioni accademiche e lavorava a quel tempo presso l'Accademia delle Scienze di San Pietroburgo.
Nel corso dei nove anni di viaggio della spedizione, Billings, il capo idrografo della Marina russa Saryčev e Robert Hall (ex ammiraglio e governatore di Arcangelo), unitosi successivamente a loro, misurarono ampie parti del Nord Pacifico e compilarono precise descrizioni delle regioni da loro attraversate e della popolazione indigena della Siberia orientale. Il viaggio intrapreso da Billings nell'ultima fase della spedizione tra l'agosto 1791 e il febbraio 1792 nelle condizioni più dure oltre la Penisola dei Ciukci fornì per la prima volta mappe dettagliate e attendibili della regione con l'aiuto del cartografo dell'etnia locale chukchi Nikolai Daurkin. Al suo ritorno a San Pietroburgo nel marzo 1794 Biillings riportò un ricco materiale sulla flora e sulla fauna della Siberia e sui popoli nord-est asiatici. In onore di lui, promosso capitano nel corso della spedizione, fu dato il nome di Capo Billings alla Penisola dei Ciukci e a tre altri luoghi. Oltre a ciò, fu decorato con l'Ordine di San Vladimiro, un'onorificenza russa istituita nel 1782 in occasione del ventesimo anniversario del regno di Caterina II.

#### Studi idrografici nel Mar Nero
Nell'agosto 1795 Billings passò su propria richiesta alla Flotta del Mar Nero. Negli anni 1797 e 1798 condusse varie ricerche approfondite sulla parte del Mar Nero appartenente all'Impero russo. I dati raccolti nel frattempo confluirono nell'atlante, pubblicato nel 1799, Maps and views of the Black Sea area belonging to the Russian empire ("Mappe e vedute dell'area del Mar Nero appartenente all'impero russo"), che fu assai apprezzato dai contemporanei come aiuto alla navigazione per le acque costiere del Nar Nero. Il 9 maggio 1799 Billings fu promosso commodoro.

### Ultimi anni
Sebbene ancora il 21 maggio 1799 fosse stato proposto per il comando di una nave da guerra, il 28 novembre 1799 ebbe luogo il suo collocamento a riposo. Per breve tempo Billings rimase ancora in Crimea e si ritirò poi in pensione a Mosca, dove morì nel 1806.